# Sukawangi (Tarogong Kaler)
Sukawangi is een bestuurslaag in het regentschap Garut van de provincie West-Java, Indonesië. Sukawangi telt 3773 inwoners (volkstelling 2010).